# (9919) Undset
(9919) Undset est un astéroïde de la ceinture principale.

## Description
(9919) Undset est un astéroïde de la ceinture principale. Il fut découvert le 22 août 1979 à La Silla par Claes-Ingvar Lagerkvist. Il présente une orbite caractérisée par un demi-grand axe de 2,38 UA, une excentricité de 0,21 et une inclinaison de 1,6° par rapport à l'écliptique.

## Compléments